# Downton Abbey
Downton Abbey is een Britse televisieserie geproduceerd door het Britse mediabedrijf Carnival Films voor het ITV-netwerk. De serie, een kostuumdrama, behandelt standsverschillen in de periode 1912-1929 in een groot Engels landhuis, en werd bedacht en voornamelijk geschreven door acteur en schrijver Julian Fellowes.
Het eerste seizoen werd voor het eerst in 2010 in Engeland uitgezonden en behaalde hoge beoordelingen. In 2011, 2012, 2013 en 2014 zond ITV het tweede, derde, vierde en vijfde seizoen uit. In 2015 is het zesde en laatste seizoen van de serie opgenomen en uitgezonden. De serie werd in Nederland door de NCRV en in België door de VRT uitgezonden.
In 2019 kwam de gelijknamige bioscoopfilm uit, die zich ongeveer anderhalf jaar na het einde van de laatste serie afspeelt. De tweede film, getiteld "Downton Abbey: A New Era", zou aanvankelijk rond kerst 2021 in de bioscopen draaien maar de première werd uitgesteld naar eind april 2022. De derde (en volgens Julian Fellowes laatste) film werd aangekondigd in maart 2024, nadat er in 2023 al diverse geruchten gingen. De producent van de film kondigde in mei 2024 aan dat de opnames waren gestart. Ook de bewoners van Highclere Castle kondigden de komst van de filmcrew aan.

## Productie
Het eerste seizoen kostte een miljoen pond per aflevering, maar is ook de succesvolste televisieserie sinds Brideshead Revisited, dat meer dan tien miljoen kijkers had. Ook in de Verenigde Staten behaalde de serie meer dan zes miljoen kijkers per aflevering. Naar de tweede serie keken nog meer mensen (gemiddeld 11,5 miljoen), waarmee het met stip de meest bekeken dramaserie van de laatste tien jaar werd.
De televisierechten werden aan zenders in meer dan honderd landen verkocht. Tijdens de 63e Primetime Emmy Awards in 2011 won de serie de prijs in de categorie "Beste televisiefilm of miniserie", naast een aparte prijs voor Maggie Smith als beste vrouwelijke acteur in een bijrol die ze ook het daaropvolgende jaar kreeg. Tijdens de uitreiking van de 69e Golden Globe Awards won de serie in dezelfde categorie. In 2013 werd de hele cast bekroond bij de 19e Screen Actors Guild Awards.

## Overzicht
De serie speelt zich af op het fictieve Downton Abbey, het landgoed van de graaf en gravin van Grantham, en volgt de levens van de aristocratische familie Crawley, de drie dochters Mary, Edith en Sybil en hun bedienden in de vroege regeerperiode van Koning George V. Downton Abbey staat in een traditie van Britse televisieseries die de mensen upstairs en downstairs in door de upper class bewoonde landhuizen uitbeeldt. De series Upstairs, Downstairs (1971-1975 en 2010) en het humoristische You Rang, M'Lord? passen in deze traditie.
Het dorpje Bampton in Oxfordshire werd gebruikt voor de scènes die zich buiten de Abbey afspeelden, vooral in St. Mary's Church en de dorpsbibliotheek, die de ingang werd voor het ziekenhuis dat in de serie een belangrijke rol speelt. De personages in de serie refereren vaak aan de stadjes Malton, Easingwold en Kirkbymoorside. Ook Ripon en Thirsk worden genoemd. Al deze plaatsen liggen in het graafschap North Yorkshire.

### Eerste seizoen
De eerste serie speelt tijdens de laatste twee jaar voor de Eerste Wereldoorlog, beginnend met het nieuws dat de Titanic is gezonken (april 1912). Voor de opnames werd Highclere Castle in Hampshire gebruikt voor het landhuis Downton Abbey; de keuken, de "servants hall" en de kamers van de bedienden werden gebouwd op de filmset in Ealing Studios.

### Tweede seizoen
Het tweede seizoen, dat speelt ten tijde van de laatste twee jaar van de Eerste Wereldoorlog, bestaat uit acht reguliere afleveringen plus een kerstspecial. Alle acteurs tekenden voor het tweede seizoen en maakten opnieuw hun opwachting. De eerste aflevering werd in Engeland op zondag 18 september 2011 door ITV uitgezonden, in Nederland door de NCRV op 5 november 2011. In België zond de VRT de tweede reeks uit vanaf 1 mei 2012.

### Derde seizoen
Het derde seizoen speelt zich af in 1920 en 1921. Op acht achtereenvolgende zondagen in de herfst van 2012 was op ITV de derde serie te zien. Nieuw personage in deze serie (afleveringen 1 en 2) was Martha Levinson, de moeder van Lady Grantham, gespeeld door de actrice Shirley MacLaine. Het derde seizoen is in Nederland uitgezonden tussen 24 november 2012 en 5 januari 2013 bij de NCRV op Nederland 2. De Nederlandse première van serie 3 vond op 17 november plaats in het Singer Museum te Laren, voor leden van de NCRV. De VRT zond de derde reeks vanaf zaterdag 9 maart 2013 uit.

### Kerstspecial 2012
De Kerstspecial 2012 is op ITV uitgezonden op 1e Kerstdag. Op Eén werd de Kerstspecial uitgezonden in twee delen op 22 en 29 december 2012, en de Kerstspecial was op 5 januari 2013 op Nederland 2 te zien.

### Vierde seizoen
Op 23 november 2012 maakte ITV bekend dat er een vierde seizoen kwam, acht afleveringen met wederom een kerstspecial in 2013. De afleveringen waren vanaf 22 september 2013 te zien op ITV en speelden zich af in 1922 en 1923.
Naast de terugkomst van Shirley Maclaine speelde Dame Kiri Te Kanawa ook een gastrol. Daarnaast verwelkomde de serie in dit seizoen het eerste personage van kleur. In Nederland werd de serie vanaf 9 november 2013 uitgezonden door de NCRV. Wekelijks keken er 650-750.000 kijkers. Op 4 januari 2014 was de kerstspecial te zien bij de NCRV.

### Vijfde seizoen
Het vijfde seizoen, dat 9 afleveringen telde, werd door ITV vanaf 21 september 2014 uitgezonden en speelde zich af in 1924. De uitzending van seizoen vijf door de NCRV begon op 22 november met de laatste aflevering op zaterdag 17 januari 2015. Op VRT startte seizoen vijf op 30 januari 2015.

### Zesde seizoen
Het zesde en laatste seizoen is opgenomen vanaf begin 2015, met een script opnieuw door Julian Fellowes. Het spel is gesitueerd in 1925. De uitzendingen in Nederland begonnen op 31 oktober bij de NCRV op NPO 2: de laatste aflevering was op 26 december 2015. De kerstspecial werd in Nederland op 2 januari 2016 uitgezonden.

### Eerste speelfilm
De eerste speelfilm kwam in september 2019 in de bioscoop. Het script was wederom van Fellowes, de regie was van Michael Engler. Het verhaal speelt in 1927.

### Tweede speelfilm
De tweede speelfilm werd in 2021 opgenomen tijdens de lockdown vanwege de coronapandemie. De opnames werden uitgesteld totdat de hele cast gevaccineerd was. Uit veiligheidsoverwegingen ging een deel van de cast tweemaal 10 dagen in quarantaine, eenmaal voor de opnames in Groot-Brittannië, en eenmaal voor de opnames in Juan-les-Pins, Frankrijk.
Het script was wederom van Fellowes, de regie van Simon Curtis. De film ging eind april 2022 in première. Het verhaal speelt zich af in 1928, de laatste scène in 1929.

## Rolverdeling

#### Familie Crawley
| Acteur                                                                       | Personage                                                      | Positie | Seizoenen |
| ---------------------------------------------------------------------------- | -------------------------------------------------------------- | --- | --------- |
| Hugh Bonneville                                                              | Robert Crawley, Earl of Grantham                               | Lord Grantham, hoofd van de familie Crawley                                                                                        | 1–6       |
| Elizabeth McGovern                                                           | Cora Crawley (geboren Levinson), Countess of Grantham          | Lady Grantham, echtgenote van Lord Grantham                                                                                        | 1–6       |
| Michelle Dockery                                                             | Lady Mary Crawley (later The Lady Mary Talbot)                 | Oudste dochter van Lord en Lady Grantham; weduwe van Matthew Crawley, later echtgenote van Henry Talbot                            | 1–6       |
| Laura Carmichael                                                             | Lady Edith Crawley (later Edith Pelham, Marchioness of Hexham) | Middelste dochter van Lord en Lady Grantham                                                                                        | 1–6       |
| Jessica Brown Findlay                                                        | Lady Sybil Branson (geboren Crawley)                           | Jongste dochter van Lord en Lady Grantham; overleden echtgenote van Tom Branson                                                    | 1–3       |
| Maggie Smith                                                                 | Violet Crawley, Dowager Countess of Grantham                   | Moeder van Lord Grantham | 1–6       |
| Dan Stevens                                                                  | Matthew Crawley                                                | Erfgenaam van Lord Grantham; voormalig jurist, op het laatst mede-eigenaar van het landgoed; overleden echtgenoot van Mary Crawley | 1–3       |
| Penelope Wilton                                                              | Isobel Crawley (later Lady Merton)                             | Moeder van Matthew; weduwe en voormalig verpleegster                                                                               | 1–6       |
| Allen Leech                                                                  | Tom Branson                                                    | Chauffeur van de familie (seizoen 1–2); weduwnaar van Sybil Branson, rentmeester                                                   | 1–6       |
| Lily James                                                                   | Lady Rose MacClare (later Lady Rose Aldridge)                  | Nicht van de familie; dochter van The Marquess en Marchioness of Flintshire                                                        | 3–6       |
| Samantha Bond                                                                | Lady Rosamund Painswick (geboren Crawley)                      | Lord Granthams zus | 1–6       |
| Ava Mann (seizoen 4) Fifi Hart (seizoen 5 en verder)                         | Miss Sybil "Sybbie" Branson                                    | Dochter van Tom en Lady Sybil Branson                                                                                              | 3–6       |
| Cole en Logan Weston (seizoen 4) Oliver and Zac Barker (seizoen 5 en verder) | Master George Crawley                                          | Zoon van Matthew en Lady Mary Crawley, vermoedelijk erfgenaam van de titel en het landgoed                                         | 3–6       |
| Eva en Karina Samms                                                          | Miss Marigold                                                  | Onwettige dochter van Michael Gregson en Lady Edith Crawley                                                                        | 5–6       |
| Peter Egan                                                                   | Hugh "Shrimpie" MacClare, Marquess of Flintshire               | Lord Flintshire, vader van Rose | 3, 5-6    |
| Phoebe Nicholls                                                              | Susan MacClare, Marchioness of Flintshire                      | Lady Flintshire, moeder van Rose en nicht van Violet Crawley                                                                       | 3, 5      |
| Shirley MacLaine                                                             | Martha Levinson                                                | Moeder van Lady Grantham | 3, 4      |
| Paul Giamatti                                                                | Harold Levinson                                                | Broer van Lady Grantham | 4         |

#### Personeel
| Acteur               | Personage                               | Positie                                                                    | Seizoenen |
| -------------------- | --------------------------------------- | -------------------------------------------------------------------------- | --------- |
| Jim Carter           | Charles Carson                          | Butler, later gepensioneerd                                                | 1–6       |
| Phyllis Logan        | Elsie Carson (aanvankelijk Mrs. Hughes) | Huishoudster                                                               | 1–6       |
| Brendan Coyle        | John Bates                              | Lord Granthams lijfknecht; echtgenoot van Anna                             | 1–6       |
| Siobhan Finneran     | Sarah O'Brien                           | Lady Granthams kamenier                                                    | 1–3       |
| Robert James-Collier | Thomas Barrow                           | Lakei, later Lord Granthams lijfknecht, daarna onder-butler en butler      | 1–6       |
| Joanne Froggatt      | Anna Bates (geboren Smith)              | Hoofd dienstmeid, later Lady Mary's kamenier; echtgenote van John Bates    | 1–6       |
| Lesley Nicol         | Beryl Patmore                           | Kokkin                                                                     | 1–6       |
| Sophie McShera       | Daisy Mason (geboren Robinson)          | Keukenmeid, later assistent-kokkin; weduwe van William Mason               | 1–6       |
| Thomas Howes         | William Mason                           | Lakei; kort getrouwd met Daisy                                             | 1–2       |
| Rose Leslie          | Gwen Harding (geboren Dawson)           | Dienstmeid                                                                 | 1, 6      |
| Kevin Doyle          | Joseph Molesley                         | Matthews butler en lijfknecht, later lakei op Downton Abbey en onderwijzer | 1–6       |
| Amy Nuttall          | Ethel Parks                             | Dienstmeid, later Isobel Crawleys huishoudster en kokkin                   | 2–3       |
| Clare Calbraith      | Jane Moorsum                            | Dienstmeid                                                                 | 2         |
| Matt Milne           | Alfred Nugent                           | Lakei, O'Briens neef                                                       | 3–4       |
| Edward Speleers      | James "Jimmy" Kent                      | Lakei                                                                      | 3–5       |
| Cara Theobold        | Ivy Stuart                              | Keukenmeid                                                                 | 3–4       |
| MyAnna Buring        | Edna Braithwaite                        | Voormalig dienstmeid, daarna kort Lady Granthams kamenier                  | 3–4       |
| Raquel Cassidy       | Phyllis Baxter                          | Lady Granthams kamenier                                                    | 4–6       |
| Jeremy Swift         | Septimus Spratt                         | Violet Crawleys butler                                                     | 4–6       |
| Sue Johnston         | Gladys Denker                           | Violet Crawleys kamenier                                                   | 5–6       |
| Michael C. Fox       | Andrew "Andy" Parker                    | Lakei                                                                      | 5–6       |

#### Overige acteurs / gastrollen
| Acteur             | Personage                    | Positie                                                        | Seizoenen         |
| ------------------ | ---------------------------- | -------------------------------------------------------------- | ----------------- |
| Charlie Cox        | The Duke of Crowborough      | verarmde adellijke fortuinjager                                | 1                 |
| Bernhard Gallagher | William Molesley             | Joseph Molesleys vader                                         | 1, 3, 4           |
| Theo James         | Kemal Pamuk                  | Ottomaanse (Turkse) medewerker van de ambassade                | 1                 |
| Fergus O'Donnell   | John Drake                   | pachtboer van de Crawleys                                      | 1                 |
| Jane Wenham        | Mrs. Bates                   | moeder van John Bates                                          | 1                 |
| Trevor White       | P. Gordon                    | gewonde officier die claimde erfgenaam Patrick Crawley te zijn | 2                 |
| Nigel Havers       | Lord Hepworth                | bewonderaar van Lady Rosamund, fortuinjager                    | 2                 |
| Terence Harvey     | Jarvis                       | rentmeester                                                    | 3                 |
| Tim Pigott-Smith   | Sir Philip Tapsell           | Londense gynaecoloog                                           | 3                 |
| Anna Chancellor    | Lady Anstruther              | voormalige werkgever van Jimmy Kent                            | 5                 |
| Kiri Te Kanawa     | Dame Nellie Melba            | operazangeres                                                  | 4                 |
| Adrian Lukis       | Sir John Darley              | buurman en vriend van de Crawleys                              | 6                 |
| Patricia Hodge     | Miranda Pelham               | moeder van Bertie Pelham                                       | kerstspecial 2015 |
| David Robb         | Dr. Richard Clarkson         | huisarts van de Crawleys                                       | 1-6               |
| Jonathan Coy       | George Murray                | familie-advocaat                                               | 1-5               |
| Douglas Reith      | Lord Richard "Dickie" Merton | peetvader van Mary, tweede echtgenoot van Isobel Crawley       | 3-6               |

## Verhaallijn

### Eerste seizoen
Het eerste seizoen start met het nieuws dat de RMS Titanic is gezonken. Dit is een grote schok voor de familie, aangezien de erfgenaam van de titel en het landgoed zich op de Titanic bevond. Het gaat om een neef van de graaf, James Crawley, en diens zoon Patrick. Wettelijk gezien zijn de drie dochters van de graaf geen erfgenamen van het landgoed en de titel omdat alleen mannen die kunnen erven, en de graaf en gravin hebben geen zoons. De oudste dochter, Mary, zou om deze reden gaan trouwen met de omgekomen achterneef Patrick, waardoor het landgoed in de rechtstreekse familielijn zou blijven. De nieuwe erfgenaam blijkt een verre en onbekende achterneef te zijn, Matthew Crawley, een advocaat uit Manchester. De familie heeft deze achterneef nog nooit ontmoet, maar als Mary met hem zou trouwen, zou het landgoed alsnog in de familie blijven. Hij wordt samen met zijn moeder gevraagd om in Downton te komen wonen.
Evelyn Napier, een oude bekende van de familie, komt op de Abbey langs om te jagen. Hij wordt vergezeld door Kemal Pamuk, een Turkse diplomaat die in Engeland is om te praten over de Albanese onafhankelijkheid. Mary wordt op slag smoorverliefd op de knappe Pamuk, en wanneer hij 's avonds haar slaapkamer binnendringt en haar verleidt gaat ze hierin mee en deelt ze het bed met hem. Tijdens die nacht overlijdt hij in Mary's bed. Mary roept de hulp in van haar moeder en van haar bediende, Anna, om het levenloze lichaam van Pamuk naar zijn eigen kamer te dragen om zo een schandaal te voorkomen.
Wanneer Matthew met zijn moeder Isobel in Downton arriveert, vindt hij er aanvankelijk zijn draai niet. Hij is niet gewend in een klein dorp als Downton te wonen, maar heeft vooral bezwaar tegen het feit dat er zoveel personeel voor hem werkt, zoals een butler en een kamenier. Gaandeweg went hij hieraan en voelt hij zich er echter steeds meer thuis, en wordt hij zelfs verliefd op Mary. Hij doet haar aan het eind van seizoen 1 een huwelijksaanzoek, maar Mary vraagt bedenktijd. Intussen blijkt haar moeder, Cora, onverwacht zwanger. Mary twijfelt of ze het aanzoek van Matthew moet accepteren, hiertoe aangezet door haar grootmoeder en haar tante die haar erop wijzen dat Cora misschien wel zwanger is van een jongetje, en dus van een erfgenaam. De zwangerschap van Cora eindigt vroegtijdig in een miskraam, maar de wig tussen Mary en Matthew is al een feit. In de laatste aflevering, wanneer Robert en Cora Crawley een groot tuinfeest organiseren, komt het schokkende nieuws dat de Eerste Wereldoorlog is uitgebroken.

### Tweede seizoen
Het tweede seizoen speelt zich af tijdens de laatste twee jaren van de Eerste Wereldoorlog. Downton Abbey wordt ingericht als herstellingsoord voor gewonde officiers. De familie helpt mee waar zij kan. Sybil laat zich scholen tot verpleegster en Edith leert autorijden.
Matthew Crawley vecht mee aan het front. De Crawleys zijn bezorgd over zijn welzijn (en de toekomst van het landgoed), maar Matthew is bereid om te vechten voor zijn vaderland. John Bates' vrouw Vera, van wie hij vervreemd is, is te weten gekomen dat er ooit een Turkse diplomaat gestorven is op het kasteel, in het bed van Lady Mary. Mrs. Bates verkoopt haar geheim aan een krant, maar de eigenaar ervan, Sir Richard Carlisle, is de verloofde van Mary Crawley en zal het geheim bewaren, op voorwaarde dat Mary met hem trouwt. Mary stemt hier met weinig enthousiasme mee in.
Matthew Crawley is ondertussen verloofd met Ms. Lavinia Swire. Mary mag haar graag maar is jaloers op haar omdat ze nog steeds van Matthew houdt. Maar Matthew's besluit staat vast: hij wil met Lavinia trouwen. Zelfs wanneer hij (tijdelijk) verlamd uit de oorlog terugkeert, laat zijn verloofde hem niet vallen. Net voor de bruiloft slaat de Spaanse griep echter toe op Downton Abbey en treft zowel Cora als Lavinia. Terwijl zij ziek op bed liggen maken Mary en Matthew gebruik van de voor de bruiloft klaargezette grammofoon en dansen samen. Lavinia betrapt hen, en ziet hen zoenen. Wanneer ze steeds zieker wordt en haar dood onafwendbaar lijkt vertelt ze Matthew wat ze gezien heeft, en vraagt ze zich hardop af of haar naderende einde misschien beter is voor alle partijen. Ze overlijdt met Matthew aan haar zijde. Matthew voelt zich schuldig aan haar dood, en belooft aan zichzelf nooit met Mary te trouwen.
Aan het einde van de reeks wordt John Bates gearresteerd op verdenking van moord op zijn vrouw. Zij heeft zichzelf vergiftigd, maar men denkt dat hij haar vermoord heeft - en dat is precies wat Vera Bates op het oog had. Bates en Anna Smith, een van de huishoudsters en kleedster van Lady Mary en Lady Edith, zijn al tijden verliefd op elkaar en besluiten zo snel mogelijk te trouwen.
Sybil begint zich steeds meer af te zetten tegen de aristocratische levensstijl. Ze wordt verliefd op Tom Branson, de chauffeur. Lord Grantham is aanvankelijk fel gekant tegen een huwelijk tussen de twee, maar wanneer hij ziet dat zijn verzet zinloos is bindt hij in en geeft hij hen toestemming. Ze trouwen in Ierland en gaan daar wonen.

### Kerstspecial 2011
De Kerstspecial speelt zich af net na de oorlog. De familie Crawley wil Kerstmis vieren, maar allerlei factoren dreigen dit in de war te sturen. John Bates, in seizoen twee gearresteerd op verdenking van moord, moet voor de jury van de rechtbank verschijnen. Robert Crawley en zijn personeel moeten getuigen. Iedereen probeert een goed woordje te doen, maar de aanklager haalt allerlei tegenstrijdigheden boven tafel. Bates wordt ter dood veroordeeld, maar dankzij de inspanningen van Matthew (die advocaat is) en Mr. Murray, de huisadvocaat van de Crawleys, wordt zijn straf omgezet in levenslang.
Mary begint steeds meer te twijfelen of het wel een goed idee is om met Sir Richard Carlisle te trouwen. Sir Richard begint haar meer en meer onder druk te zetten, en Mary is nog steeds verliefd op Matthew. Robert ziet dat Mary ongelukkig is in haar relatie en vraagt Cora of zij weet wat er aan de hand is. Cora besluit hem te vertellen over Mr. Pamuk. Robert is geschokt maar dringt er later bij Mary toch op aan dat ze de relatie met Sir Richard verbreekt. Dit doet ze.
Mary biecht het verhaal over Mr Pamuk aan Matthew op en vraagt of hij haar wil vergeven. Hierop antwoordt Matthew dat hij haar niet kan vergeven, omdat hij vindt dat het niet nodig is. Aan het einde van de special gebeurt eindelijk wat er al lang in de lucht hing; Matthew vraagt aan Mary of ze met hem wil trouwen. Ze gaat in op zijn aanzoek.

### Derde seizoen
Het huwelijk van Mary en Matthew wordt overschaduwd door het bijna-bankroet van Lord Grantham. Roberts investeringen in een Canadese spoorweg zijn in rook opgegaan en Downton Abbey zal verkocht moeten worden. Ondertussen blijkt dat Mr. Swire, Lavinia's vader, Matthew als erfgenaam aangewezen heeft, omdat de twee eerder gerechtigden zijn vooroverleden. Na lang steggelen en discussiëren besluit Matthew zijn erfenis te accepteren en te investeren in Downton Abbey, dat hierdoor gered lijkt te zijn. Matthew ontdekt echter dat Downton alsnog failliet kan gaan doordat Lord Grantham en de rentmeester, Jarvis, weigeren te moderniseren. Matthew ziet dat moderniseren de enige mogelijkheid is om Downton Abbey winstgevend te maken, maar Robert is tegen elke vorm van verandering. Pas nadat Sybil bij de geboorte van haar dochtertje Sybbie overlijdt, vallen Robert de schellen van de ogen en accepteert hij dat er veranderd moet worden. Tom Branson wordt aangesteld als de nieuwe rentmeester. Ondertussen voegt de achttienjarige Rose, een achternichtje van de Dowager, zich bij het huishouden. Rose is een puberale vrije jonge vrouw en een echte "flapper", die de nodige problemen met zich meebrengt.
Edith heeft zich verloofd met Sir Anthony Strallan, ondanks de bezwaren van de familie (Strallan is bijna twee keer zo oud als Edith en is gehandicapt geraakt in de Eerste Wereldoorlog). Strallan laat Edith echter in de steek en wijst haar op het altaar af. Het roert ook "downstairs", als Thomas, die homoseksueel is (wat illegaal was in die tijd), de nieuwe bediende Jimmy probeert te kussen, omdat O'Brien hem wijsmaakte dat Jimmy een oogje op hem had. Hij dreigt in eerste instantie zonder referenties te worden ontslagen, maar door een lobby van Mr. Bates, die inmiddels vrijkwam nadat zijn onschuld bewezen is, mag Thomas blijven.

### Kerstspecial 2012
Mary en Matthew hebben een gelukkig huwelijk samen, maar Mary slaagt er niet in zwanger te raken. Matthew is bang dat hij onvruchtbaar is geraakt door de verwondingen die hij tijdens de Eerste Wereldoorlog opliep en laat zich medisch onderzoeken, maar de oorzaak blijkt uiteindelijk bij Mary te liggen. Zij ondergaat een kleine medische ingreep, raakt daarna snel zwanger en bevalt van een jongetje. Als Matthew van het ziekenhuis naar Downton Abbey rijdt om het blijde nieuws aan te kondigen, wordt zijn auto door een vrachtwagentje geschept. Matthew overlijdt ter plekke.

### Vierde seizoen
Zes maanden later. O'Brien, de kamenierster van Cora, verlaat midden in de nacht Downton Abbey voor een baan in India bij Lady Flintshire, de moeder van Rose. Cora is teleurgesteld en gaat op zoek naar een nieuwe kamenierster, die ze vindt in Edna Braithwaite. Cora weet echter niet dat Braithwaite, die al eerder op de Abbey werkte, destijds weggestuurd is omdat ze Tom Branson verleid had. Ze kreeg toen een goede referentie omdat Mrs. Hughes en Carson niet wilden dat Branson een slechte naam kreeg, en komt nu door die goede referentie de Abbey weer binnen. Wanneer ze Branson opnieuw verleidt en hem probeert te chanteren en tot een huwelijk te dwingen wordt ze echter definitief weggestuurd.
In de eerste paar afleveringen draait veel om hoe Mary omgaat met het verlies van Matthew. In de latere afleveringen komen verschillende aanbidders naar voren: Tony Gillingham, Evelyn Napier en Charles Blake. Aan het einde van het seizoen blijkt dat Mary nog niet over het verlies van Matthew heen is, en haar aanbidders verlaten de Abbey onverrichter zake. Matthew blijkt Mary te hebben aangewezen als zijn enige erfgenaam, en Mary neemt haar plaats in in het management van de Abbey, waarvoor ze op advies van de Dowager wordt getraind door Tom Branson.
Naar aanleiding van een door haar ingezonden brief over de perikelen van de moderne vrouw wordt Edith gevraagd om voor een tijdschrift ("The Sketch") te gaan schrijven. Ze gaat op het aanbod in en wordt verliefd op de editor, Michael Gregson. Ze raakt zwanger van hem. Gregson, die naar Duitsland is gegaan om daar de Duitse nationaliteit te verkrijgen zodat hij van zijn krankzinnige vrouw kan scheiden en met Edith kan trouwen, raakt in Duitsland vermist. Edith gaat naar Zwitserland om daar in het geheim te bevallen. Ze laat haar dochtertje Marigold adopteren door de Zwitserse familie Schröder maar krijgt hier spijt van, en haalt haar weer op om haar onder te brengen bij een van de pachters van de Abbey, de familie Drewe. Tom Branson krijgt meer invloed op het runnen van het landgoed.
Thomas Barrow, de onderbutler, vertelt Lady Grantham dat hij een kandidaat heeft voor een nieuwe kamenierster, Ms. Baxter. Zij heeft een crimineel verleden maar houdt dit geheim, waardoor Barrow haar kan chanteren. Baxter wordt aangenomen. Barrow gebruikt haar om achter de geheimen van "upstairs" te komen en dwingt haar deze aan hem door te geven. Baxter sluit gaandeweg een vriendschap met Mr. Molesley, die als lakei teruggekeerd is op de Abbey nadat hij zijn baan als kamenier was verloren door de dood van Matthew Crawley. Door Molesleys steun voelt Ms. Baxter zich steeds zelfverzekerder en durft ze tegen Barrows gedrag in te gaan.
Tijdens een optreden van Dame Nellie Melba op Downton Abbey wordt Anna verkracht door Mr. Green, de kamenier van Gillingham, wanneer zij naar beneden gaat om iets in te nemen tegen haar hoofdpijn. Ze wil dit geheim houden voor haar man Bates omdat ze zich schaamt en bang is dat hij wraak zal nemen op Green. Bates komt er echter toch achter, mede doordat Green met zijn baas Downton opnieuw bezoekt en hij laat blijken dat hij tijdens het optreden van Melba beneden is geweest. Green komt niet veel later om bij een verkeersongeluk in Londen. Cora organiseert de jaarlijkse fancy fair voor de kerk, omdat Robert in New York is. Hij is door zijn zwager Harold gevraagd om als Britse graaf een goed woordje voor hem te doen, want hij zit tot zijn nek in een oliecorruptieschandaal (het Teapot-dome-schandaal). Op de dag van de fancy fair komt Robert terug uit New York en verklaart dat het bij een berisping is gebleven.
Tom Branson raakt bevriend met een plaatselijke onderwijzeres, Sarah Bunting, een dame met zeer progressieve denkbeelden. Zij wordt een paar keer op de Abbey uitgenodigd door Rose en Cora, die graag zien dat Tom ook buiten de Abbey vriendschappen sluit. Ze haalt met haar linkse anti-aristocratische opmerkingen Robert echter het bloed onder de nagels vandaan. Tom, die zijn goede verstandhouding met Robert niet op het spel wil zetten, breekt uiteindelijk met haar na het zoveelste incident, dit keer met Russische immigranten. Ze verlaat Downton.

### Kerstspecial 2013
Rose is een debutante en wordt gepresenteerd aan het hof. Ook de schoonmoeder van Robert en zijn zwager Harold zijn naar Londen afgereisd om het hoffeest, waarbij de volledige koninklijke familie aanwezig is, mee te beleven. Tijdens het daarop volgende debutantenbal waarop zij en haar vriendinnen aanwezig zijn steelt Samson, een professionele "card sharp" (valsspeler), een liefdesbrief van de Prins van Wales aan zijn maîtresse, Freda Dudley Ward, uit diens handtasje. Rose biecht op aan Lord Grantham dat zij hieraan mogelijk medeschuldig is, omdat zij licht aangeschoten over de brief verteld heeft. De familie komt, met hulp van Bates, in actie om de brief terug te halen en een debacle te voorkomen. Als dat gelukt is, en een koninklijk schandaal dus is voorkomen, verrast de Prins van Wales Rose op haar debutantenbal, en toont hij zijn dankbaarheid door het bal met haar te openen. Het personeel dat meegereisd was naar het Londense Grantham House krijgt als beloning een dagje strandvertier aangeboden.

### Vijfde seizoen
Rose werkt als vrijwilliger in de opvang voor Russische vluchtelingen. Eén van die vluchtelingen is Prins Kuragin, een oude geliefde van Violet, de douairière. Hij wil de relatie nieuw leven in blazen, maar Violet weigert, en gaat in plaats daarvan op zoek naar zijn eveneens gevluchte vrouw Prinses Irina, die in Brits Hongkong blijkt te zijn. Rose leert tijdens haar vrijwilligerswerk een jonge bankier kennen, Atticus Aldridge, en de twee worden verliefd en verloven zich. Hij is de zoon van joodse nieuwe adel, Lord en Lady Sinderby. Sinderby is tegen het huwelijk omdat hij niet wil dat Atticus buiten zijn geloof trouwt, en Rose' moeder probeert het huwelijk zelfs te saboteren, maar de twee trouwen uiteindelijk toch in Londen. Cora heeft een aanbidder: de kunsthandelaar Simon Bricker. De twee flirten wat, maar Bricker blijkt de flirt serieus te nemen: hij dringt de slaapkamer van Robert en Cora binnen tijdens een avond waarop Robert niet thuis is. Wanneer Robert onverwacht eerder thuiskomst treft hij Bricker in zijn slaapkamer aan, in gesprek met Cora die hem al diverse malen heeft gevraagd te vertrekken. De heren raken slaags, en Bricker verlaat Downton Abbey de volgende morgen.
De vermiste geliefde van Edith, Michael Gregson, blijkt te zijn omgekomen in München tijdens de Bierkellerputsch. Edith erft zijn uitgeverij en besluit zelf editor te worden. Het overlijden van Gregson zet haar er ook toe aan om haar dochtertje Marigold weg te halen bij de Drewes en, in overleg met haar moeder die haar geheim ontdekt, zelf op te gaan voeden op de Abbey. Robert is dan nog onwetend maar komt later zelf achter Ediths geheim doordat hij zich realiseert dat Marigold hem sterk aan Michael Gregson doet denken.
Isobel Crawley, Matthews moeder, krijgt een huwelijksaanzoek van Lord Merton, een vriend van de familie Crawley en Mary's peetvader. Na lang nadenken accepteert ze zijn aanzoek, maar wanneer blijkt dat Mertons zoons op een diner in Downton Abbey fel tegen het huwelijk zijn omdat Isobel niet van adel is verbreekt ze de verloving, omdat ze de zoons niet tegen hun vader op wil zetten.

### Kerstspecial 2014
Lord en Lady Sinderby, de schoonouders van Rose, huren het landgoed Brancaster Castle voor een weekend. Ze nodigen de Crawleys uit om te komen jagen. De bedienden gaan mee, maar er zijn spanningen met de snobistische butler van de Sinderby's, Stowell.
Anna wordt door Scotland Yard verdacht van moord op Mr. Green, de kamenier die haar verkrachtte, en wordt na een line-up gearresteerd. Bates schrijft een valse bekentenis om Anna vrij te krijgen, en dat werkt. Hij vlucht naar Ierland. Molesley, een lakei, en Ms. Baxter, de kamenierster van Cora, zetten echter alles op alles om Bates' onschuld te bewijzen. Ze steken er al hun vrije tijd in, en uiteindelijk lukt het hen om Bates een geldig alibi te verschaffen - ze zorgen er hierdoor voor dat zowel Anna als Bates vrij zijn en blijven.
Er wordt een groot kerstfeest gegeven op Downton Abbey voor de pachters en het personeel. Branson vertrekt naar Amerika en neemt Sybbie met zich mee. Carson doet Mrs. Hughes een geslaagd huwelijksaanzoek.

### Zesde seizoen
Lady Grantham krijgt de leiding over het lokale ziekenhuis: Violet Crawley wordt gedwongen om haar post te verlaten. Cora geniet van haar werk in en voor het ziekenhuis, ze voelt zich weer net zo nuttig en gewaardeerd als tijdens de oorlog. Robert heeft er moeite mee dat Cora zoveel tijd in het ziekenhuis steekt, maar wanneer hij ziet hoezeer ze zich daar in haar element voelt trekt hij bij en is hij trots.
Mrs. Patmore begint een B&B in het dorp, maar wordt ervan beschuldigd daar een bordeel te runnen. De Crawleys schieten te hulp. Edith is meer en meer in Londen te vinden, waar ze de leiding heeft over het tijdschrift dat Michael Gregson haar heeft nagelaten. Ze neemt een vrouwelijke hoofdredacteur aan en vindt er ook een nieuwe liefde, Bertie Pelham. Hij doet haar een aanzoek, maar ze twijfelt vanwege Marigold.
Mary ontmoet Henry Talbot, een autocoureur. Ze worden verliefd, maar Mary is doodsbang wéér een "auto-weduwe" te worden en weigert aanvankelijk met hem te trouwen. Door haar angst stoot ze meer en meer mensen van zich af, waaronder Edith, wiens geheim ze verklapt aan Bertie Pelham, die hierdoor zijn vertrouwen in Edith verliest en zijn aanzoek intrekt. Na een goed gesprek met haar grootmoeder, Violet, gooit Mary haar angsten van zich af en accepteert ze Talbots hernieuwde aanzoek. Ze trouwen in een bescheiden ceremonie. Violet en Tom zetten Mary aan het nadenken over haar gedrag richting Edith, waarna Mary besluit om een geheime afspraak te regelen tussen Bertie en Edith. Ondanks het feit dat hij nu weet dat Edith een onwettig kind heeft, houdt hij nog vreselijk veel van haar. Hij doet haar opnieuw een aanzoek, en Edith accepteert. Doordat Bertie inmiddels volkomen onverwacht de markiezentitel heeft geërfd, zal Edith na haar huwelijk markiezin zijn, en hoger in rang staan dan alle andere Crawleys.
Anna heeft meerdere miskramen en neemt Lady Mary in vertrouwen. Die neemt haar mee naar haar eigen gynaecoloog in Londen, die een kleine ingreep uitvoert waardoor een nieuwe miskraam wordt voorkomen.
Carson en Mrs. Hughes treden in het huwelijk. Tijdens de receptie keert Tom Branson met zijn dochter Sybbie terug, tot grote verrassing van het gezelschap.

### Kerstspecial 2015
Lord Merton, met wie Isobel weer een vriendschappelijke verstandhouding heeft en op wie ze nog steeds verliefd is, krijgt de (destijds nog fatale) diagnose pernicieuze anemie. De aanstaande schoondochter van Merton wil graag het landgoed erven, en doet er alles aan om te voorkomen dat Isobel en Merton trouwen. Ze probeert hen uit elkaar te drijven en wijst Isobel zelfs de deur wanneer die bij Merton op bezoek wil gaan. Met hulp van Violet weet Isobel toch binnen te dringen, en vertelt ze de verbaasde Lord Merton dat ze hem meeneemt naar haar huis, hem gaat verzorgen en met hem gaat trouwen. Merton accepteert enthousiast, doet zijn landgoed over aan zijn zoon ("veel plezier ermee") en trouwt met Isobel. Later blijkt dat er een verkeerde diagnose is gesteld, en Merton knapt weer helemaal op.
Henry en Tom openen samen een autobedrijf. Een trotse Mary verklapt aan Henry dat ze zwanger is.
Carson heeft parkinson en gaat met pensioen. Thomas Barrow, die net een paar maanden ergens anders werkt, wordt door de familie gevraagd terug te komen om Carson op te volgen als butler. Carson en Mrs. Hughes blijven in hun cottage op het landgoed wonen. Molesley accepteert een baan als leraar: als hij opstapt, beloven hij en Baxter elkaar dat ze contact zullen houden. Daisy en Andy verklaren elkaar eindelijk hun liefde. Edith trouwt met Bertie op oudejaarsavond en Anna bevalt van een zoon in het bed van lady Mary.

### De eerste speelfilm (2019)
De koning en de koningin komen naar Downton tijdens hun tour door Yorkshire. Ze nemen hun eigen bedienden mee die het hele huishouden overnemen, en de staf van Downton is daar niet blij mee. Ze bedenken een list om toch het koninklijke bezoek te kunnen bedienen. Tom Branson wordt in de gaten gehouden door een militair. Branson vermoedt dat deze Major Chetwode is ingehuurd om na te gaan of hij nog steeds republikeinse standpunten aanhangt, en staat Chetwode gewillig te woord. Dan blijkt echter dat Chetwode een aanslag op de koning beraamt.

### De tweede speelfilm (2022)
Violet heeft een villa geërfd in Zuid-Frankrijk. Een deel van de familie gaat er naartoe: om de villa te bekijken, maar ook om uit te zoeken waarom Violet de villa erft. Violet doet er erg geheimzinnig over, en de familie wil het mysterie opgelost hebben. Mary blijft met het grootste deel van de staf achter op Downton Abbey, omdat de Abbey wordt gebruikt als filmset voor de opnames van een stomme film. Het diva-gedrag van sommige acteurs zet de bedienden op scherp, maar de filmopnames bieden ook kansen, met name voor Barrow en Molesley.